# Лани (Пулавський повіт)
Лани (пол. Łany) — село в Польщі, у гміні Маркушув Пулавського повіту Люблінського воєводства.
Населення — 345 осіб (2011).
У 1975-1998 роках село належало до Люблінського воєводства.

## Демографія
Демографічна структура станом на 31 березня 2011 року:
|          | Загалом | Допрацездатний вік | Працездатний вік | Постпрацездатний вік |
| -------- | ------- | ------------------ | ---------------- | -------------------- |
| Чоловіки | 180     | 41                 | 117              | 22                   |
| Жінки    | 165     | 30                 | 95               | 40                   |
| Разом    | 345     | 71                 | 212              | 62                   |